# Crinia signifera
Crinia signifera és una espècie de granota que viu al sud d'Austràlia.
Es reprodueix després d'un aiguat independentment de quina sigui l'època de l'any. La posta és una massa gelatinosa d'uns 150 ous que adhereix a la tija de les plantes aquàtiques o a les roques. Al cap de 10 dies en surten els capgrossos i en tres mesos ja han completat la metamorfosi. Els adults viuen gairebé sempre a l'aigua i s'adapten a ambients aquàtics molt diversos (des de tolls enfangats a rierols de muntanya).
Els mascles fan uns 2,5 cm de llarg i les femelles una mica més.